# IV. třída okresu Prostějov 2003/2004
V soubojích fotbalové IV. třídy okresu Prostějov 2003/2004, jedné ze skupin 10. nejvyšší fotbalové soutěže, se utkalo ve dvou skupinách 18 týmů dvoukolovým systémem podzim – jaro. Tento ročník skončil v červnu 2004. Postup do III. třídy okresu Prostějov 2004/2005 si zajistily vítězové obou skupin TJ Sokol Přemyslovice a TJ Pavlovice u Kojetína, nikdo nesestoupil, jedná se o nejnižší soutěž. 

## Výsledná tabulka - skupina A
| Poř. | Tým                        | Z  | V  | R | P  | VG | OG | B  |
| ---- | -------------------------- | -- | -- | - | -- | -- | -- | -- |
| 1.   | TJ Sokol Přemyslovice      | 14 | 12 | 2 | 0  | 46 | 5  | 38 |
| 2.   | Sokol Malé Hradisko        | 14 | 7  | 3 | 4  | 33 | 23 | 24 |
| 3.   | Sokol Rozstání             | 14 | 7  | 2 | 5  | 27 | 23 | 23 |
| 4.   | TJ Sokol Kladky            | 14 | 6  | 4 | 4  | 25 | 21 | 22 |
| 5.   | TJ Sokol Čechy pod Kosířem | 14 | 5  | 3 | 6  | 31 | 32 | 18 |
| 6.   | FC Kostelec na Hané „B“    | 14 | 5  | 1 | 8  | 27 | 38 | 16 |
| 7.   | TJ Sokol Drahany           | 14 | 2  | 4 | 8  | 17 | 29 | 10 |
| 8.   | TJ Otinoves „B“            | 14 | 2  | 1 | 11 | 10 | 45 | 7  |

## Výsledná tabulka - skupina B
| Poř. | Tým                            | Z  | V  | R | P  | VG  | OG | B  |
| ---- | ------------------------------ | -- | -- | - | -- | --- | -- | -- |
| 1.   | TJ Pavlovice u Kojetína        | 18 | 16 | 2 | 0  | 110 | 25 | 50 |
| 2.   | TJ Sokol Klenovice na Hané „B“ | 18 | 13 | 4 | 1  | 83  | 25 | 43 |
| 3.   | TJ Sokol Olšany u Prostějova   | 18 | 10 | 2 | 6  | 48  | 34 | 32 |
| 4.   | TJ Biskupice                   | 18 | 10 | 1 | 7  | 56  | 34 | 31 |
| 5.   | TJ Vitčice                     | 18 | 7  | 4 | 7  | 47  | 52 | 25 |
| 6.   | Prostějov-Držovice „B“         | 18 | 6  | 3 | 9  | 31  | 48 | 21 |
| 7.   | Sokol Ivaň                     | 18 | 5  | 3 | 10 | 39  | 58 | 18 |
| 8.   | Dolní Moravice                 | 18 | 4  | 1 | 13 | 24  | 90 | 13 |
| 9.   | TJ Sokol Otaslavice „B“        | 18 | 3  | 3 | 12 | 43  | 75 | 12 |
| 10.  | TJ Sokol Přemyslovice „B“      | 18 | 3  | 3 | 12 | 30  | 70 | 12 |

Poznámky:
- Z = Odehrané zápasy; V = Vítězství; R = Remízy; P = Prohry; VG = Vstřelené góly; OG = Obdržené góly; B = Body; (S) = Mužstvo sestoupivší z vyšší soutěže; (N) = Mužstvo postoupivší z nižší soutěže (nováček)

|  | Postup do III. třídy okresu Prostějov 2004/2005 |